# 감식초
감식초는 감을 발효시켜 만든 식초이다. 무침이나 소스 등 요리에 사용하며, 물이나 우유에 타 마시기도 한다. 술 섭취로 인한 비만, 고지혈증, 지방간 회복을 돕기도 한다.
2014년에는 먹시감으로 만든 정읍 먹시감식초가 슬로 푸드 선정 맛의 방주에 등재되었다.

## 장거리 육상선수를 대상으로 한 연구
장거리 육상선수를 대상으로 최대산소섭취량 기준 85% 강도로 45분동안의 트레드밀 달리기시 생수, 저농도의 감식초를 함유한 감식초음료 A 및 고농도의 감식초를 함유한 농축 감식초음료 B 등의 섭취에 의한 산소운반능력, 피로회복능력, 수분대사조절 능력 등을 실시하였을 때, 감식초음료 B 섭취군이 동일한 운동강도의 운동수행중과 회복기에 위약섭취군에 비해서 낮은 심박수를 나타냈으며, 혈중 젖산농도의 변화에서는 감식초음료 B 섭취군이 운동중 및 회복기에 전반적으로 가장 낮은 결과를 나타냈다. 운동수행시 전반적으로 감식초음료 B 섭취군이 높은 산소환기당량의 비율을 나타내므로서 고농도의 감시초함유음료 섭취가 동일한 환기수준에서 산소운반이 다소 활성화되는 것으로 간주된다. 또한, 운동중 및 회복기에 감식초음료 B 섭취군이 헤마토크리트치의 가장 낮은 경향을 나타내면서 수분감소를 방지할 수 있을 것으로 생각된다. 이상의 결과에서 결론적으로 고농도의 감식초함유 음료 섭취는 운동중 및 회복과정의 심박수 및 혈중 젖산농도 감소에 의한 피로방지 및 피로회복에 효과적이면서 산소운반효율의 활성화현상을 나타내면서 운동능력향상에 도움을 주는 것으로 간주된다.

## 감식초 함유 음료 섭취의 알콜 분해 능력과 생리적 기능회복
감식초 함유 음료 섭취가 알콜분해 및 생리적 기능회복에 미치는 영향 연구에서는 알콜 섭취후 감식초 함유음료 섭취가 알콜분해 활성화 및 저하된 생리적 기능회복을 통한 효율적인 숙취 제거방법으로 이용될 수 있는 가능성을 검토하기 위하여, 감식초 고농도 및 저농도음료와 위약음료를 알콜과 동시에 각각 섭취토록 하면서, 섭취전·후와 회복후 운동을 수행하는 경우 등에 있어서 혈중 알콜대사 관련변인, 운동기능, 심박수 및 혈중 젖산농도 등의 변화를 분석하였다. 안정시에 알콜섭취후 30분 경과시 위약음료 섭취군보다 감식초 저농도 및 고농도 함유음료 섭취군이 유의하게(P<0.05) 낮은 체온을 나타내므로서, 체열생성억제 및 체열발산의 효율성을 증가시키는 영향을 미치는 것으로 간주된다. 또한, 감식초 저농도 및 고농도 함유음료 섭취군은 알콜섭취에 따른 수축기혈압의 증가현상으로부터 빠르게 회복시키는데 효율적인 방법으로 이용될 수 있는 가능성이 기대되었다. 아세트알데히드농도변화에서는 위약음료 섭취군이 알콜 및 음료섭취후 60분경과시 섭취전 안성시보다 유의하게(P<0.05) 높은 증가를 나타낸 이후 10분간의 운동직후와 회복기 30분에 이르기까지 유의한(P<0.05) 증가가 지속된데 반해서, 감식초 고농도 함유음료 섭취군은 알콜 및 음료섭취후 60분에만 안정시보다 유의하게(P<0.05) 증가한 후, 운동직후 및 회복기 30분에 안정시와 유의한 차이를 나타내지 않았다. 이상의 결과에서, 알콜섭취시 감식초 고농도 함유음료 섭취는 보다 빠른 알콜분해효과를 통해서 신속한 숙취제거 방법으로 이용될 가능성을 가진 것으로 생각된다.

## 감식초의 혈중 지질 농도 감소와 운동기능성 증대 가능성
감식초의 섭취가 지질대사와 글리코겐저장 능력향상 및 기능성음료로서의 가능성을 검토하였을 때, 6주령 SD계 수컷 흰쥐 32마리를 대상으로 CONT(고지방식이 대조군), ACON(고지방식이+증류수 투여), PV2.5(고지방식이+감식초 2.5배 희석), PV5.0(고지방식이+감식초 5배 희석)으로 구분하였다. 각 집단간 체중에는 유의한 차이가 나타나지 않았으나 복강내지방, 고환지방에서는 PV2.5군과 PV5.0군에서 유의하게 낮게 나타났다. 혈액성분변화에서 글루코스는 유의한 차이가 없었으며, TC, LDL-C, TG에서 PV2.5군과 PV5.0군이 유의하게 낮았고, HDL-C은 PV2.5군에서 통계적으로 유의하게 높게 나타났다. 근육과 간의 글리코겐 함량에서는 PV2.5군과 PV5.0군에서 유의하게 높은 저장량을 나타내었다. 이상의 결과 감식초의 섭취는 혈중 지질 억제와 함께 운동시 필요한 글리코겐의 저장능력을 향상시켜 운동수행능력이 증가할 수 있음을 시사하고 있어 다양한 접근이 가능한 기능성 음료서의 가능성을 제시하고 있다.

## 감식초 음료 섭취가 비만자의 신체활동시 지방대사 활성화에 미치는 영향
운동 전 식초와 함께 스포츠 음료의 섭취가 휴식 중인 지질대사 활성화와 비만 남성의 최대 이하 운동 시 미치는 영향을 조사했다. 최대 이하의 운동 중 호흡 교환비 변화에서 고밀도 마이빈 섭취 그룹은 위약 그룹보다 낮은 값을 보였지만 이러한 차이는 유의하지 않았다. 이 결과는 식초와 함께 스포츠 음료를 섭취하는 것이 최대 이하의 운동 동안 지질 대사의 활성화에 영향을 미친다는 것을 의미했다. 식초를 넣은 스포츠 음료를 마신 후, 섭취 전보다 혈중 FFA 농도가 현저하게 높아졌지만, 위약군은 휴식 시 섭취 전과 후 사이에 큰 차이를 보이지 않았다. 식초를 넣은 스포츠 음료 섭취 후 섭취 전보다 혈중 LDL-C 농도가 현저하게 낮아졌지만, 위약군은 휴식 시 섭취 전과 후 사이에 큰 차이를 보이지 않았다. 고밀도 마이빈 섭취 그룹은 휴식 값보다 최대 10분 이하의 운동에서 혈중 HDL-C 농도의 유의한 높은 값을 보였지만 위약 그룹은 유의한 차이를 보이지 않았다. 이 결과, 우리는 비만인 사람들을 위해 식초를 이용한 스포츠 음료의 긍정적인 치료를 제안 받을 수 있다.

## 같이 보기
- 식초